# Hrvatski lokalni izbori 1990.
Izbori za skupštine općina u tadašnjoj SR Hrvatskoj su održani 22. travnja i 6. svibnja 1990. godine, istovremeno s prvim višestranačkim izborima za Sabor. Slično kao i u slučaju izbora za Sabor, ustavne promjene koje je Sabor SR Hrvatske donio u veljači 1990. godine su omogućile višestranačke, neposredne i tajne izbore s više kandidata, ali su dotadašnji upravni sustav, temeljen na jugoslavenskom samoupravnom socijalizmu ostavili netaknutim; s obzirom na to da ispod republičke nije postojala niža razina osim općina (s izuzetkom Gradske zajednice općina Zagreb), lokalna razina se odnosila jedino na općine, odnosno birani su vijećnici u općinskim skupštinama koji su potom trebali izabrati lokalnu vlast na čelu s predsjednicima skupštine i predsjednicima izvršnih vijeća skupštine (općinske vlade). Svaka od općinskih skupština se sastojala od tri vijeća - Vijeća mjesnih zajednica, Društveno-političkog vijeća i Vijeća udruženog rada.
Izborni sustav je bio isti kao i na republičkoj razini - dvokružni većinski sustav. Svaka od mjesnih zajednica je tvorila posebnu izbornu jedinicu; u Društveno-političkim vijećima su izborne jedinice podijeljene prema teritorijalnom kriteriju, a u Vijećima udruženog rada po kriteriju djelatnosti. U svakoj od izbornih jedinica se birao po jedan kandidat; kandidat koji bi dobio više od 50%+1 glasova (apsolutna većina) bi bio izabiran u prvom krugu; ako se to ne bi dogodilo, u drugi krug su se kvalificirali ulazili kandidati s više od 7% glasova, i tada bi pobjeđivao kandidat s najviše glasova (relativna većina).
Rezultati izbora po općinama su uglavnom odgovarali rezultatima izborima za Sabor: HDZ je osvojio većinu u Zagrebu i u većini mjesta s hrvatskom većinom, dok je dotada vladajući SKH-SDP osvojio većinu vijećnika u mjestima sa srpskom većinom, odnosno u Rijeci, Istri i pojedinim dijelovima Dalmacije. U nekim slučajevima su se rezultati razlikovali, uglavnom zbog toga što se neke od velikih stranaka nisu do izbora uspjeli etablirati i osnovati lokalne podružnice, što je uključivalo čak i HDZ; umjesto njih su se vladajućem SKH-SDP suprotstavili nezavisni kandidati odnosno lokalne i regionalne stranke.
Nekoliko mjeseci nakon izbora, SKH-SDP je izgubio veliki broj svojih općinskih vijećnika, koji su, ovisno o svojoj nacionalnosti počeli prelaziti u HDZ, odnosno Srpsku demokratsku stranku. Neke od skupština izabranih 1990. godine su formalno prestale raditi zbog početka Domovinskog rata i prelaska vijećnika na stranu velikosrpske agresije, a ostalima je mandat prestao kada su početkom 1993. održani lokalni i regionalni izbori 1993., prvi u nezavisnoj Hrvatskoj i po novom upravnom ustrojstvu. 